# Аронс, Филипп
Филипп Аронс (нем. Philipp Arons; 17 сентября 1821, Берлин – 19 ноября 1902, Ринтельн) – немецкий жанровый художник и портретист, предположительно, еврейского происхождения.
Аронс учился в Королевской Прусской Академии Художеств в Берлине с 1840 по 1844 год, где его учителем был Эдуард Даге. После окончания обучения в Академии он перебрался в Париж, где учился у Леона Конье и Франсуа-Габриэля Леполя. С 1844 по 1848 год он проживал в Риме, а в 1852 году вернулся в Париж. Вскоре он отправился в Берлин, где много лет работал как портретист, пока в старости, в 1891 году, не перебрался в городок Ринтельн, на Везере, где и скончался 10 лет спустя.

## Галерея

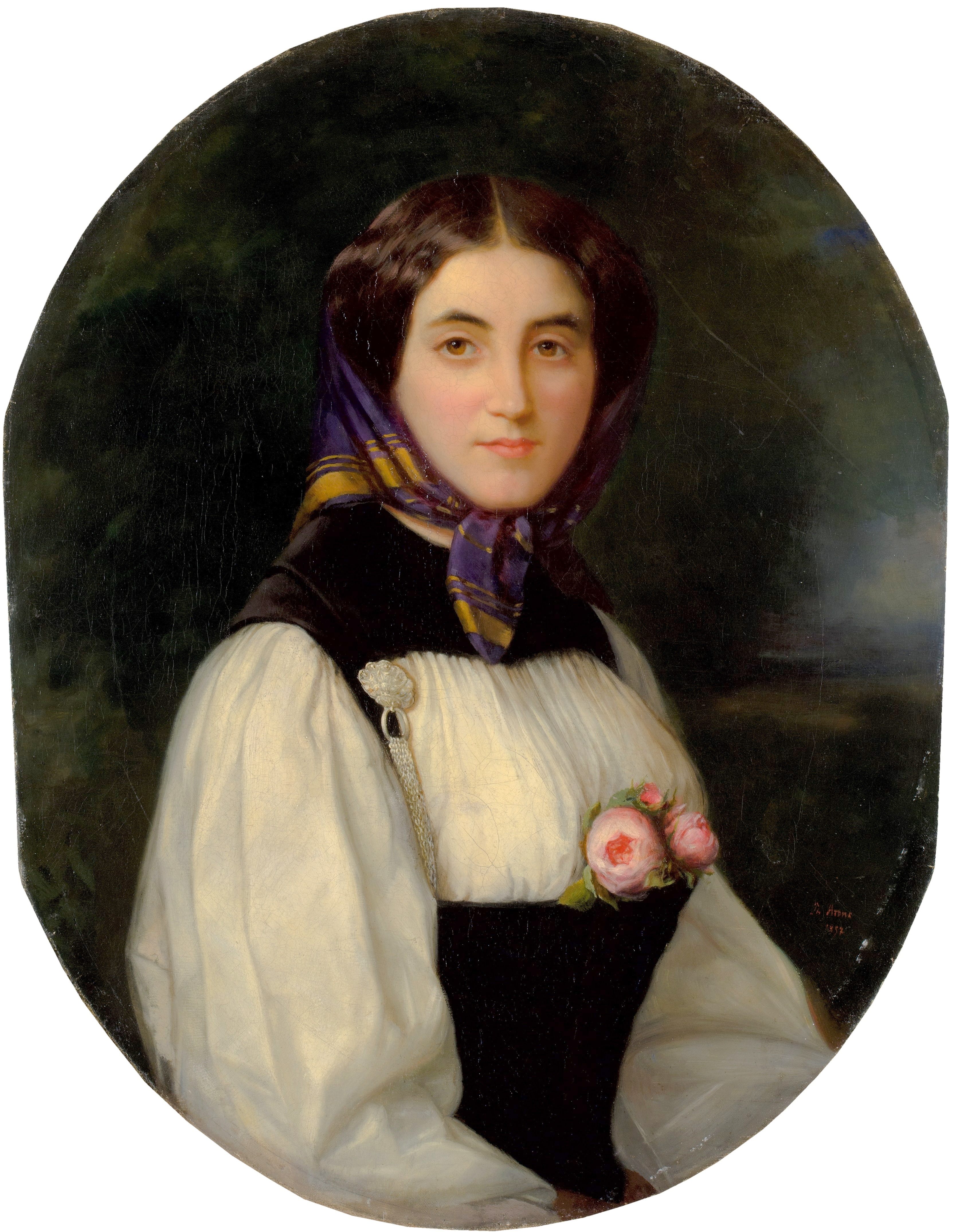
Портрет графини Марии Тышкевич, 1875 год.
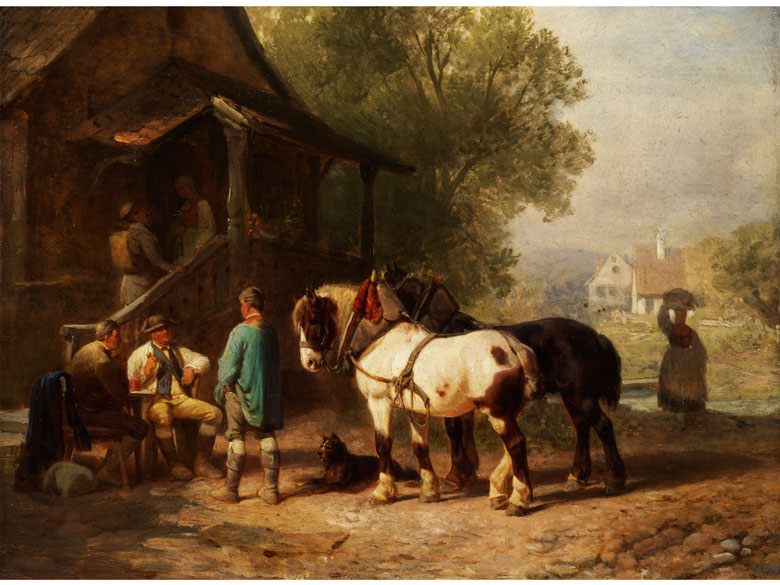
Кучер с двумя лошадьми.
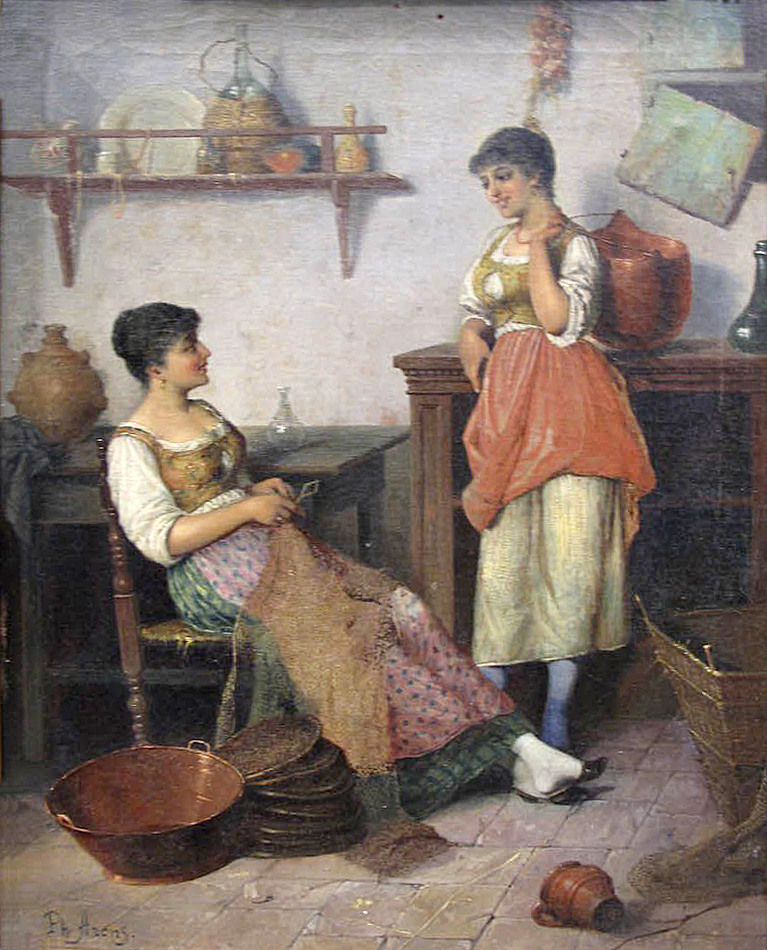
Починка рыбачьей сети.